# 横井忠雄
横井 忠雄（よこい ただお、1895年（明治28年）3月6日 - 1965年（昭和40年）9月10日）は、日本の海軍軍人。最終階級は海軍少将。大分県大分市出身。妻は海軍大将・村上格一の実娘。

## 略歴
旧制東京府立第4中学校より海軍兵学校第43期入校。入校時成績順位は100名中第9位、卒業時成績順位は96名中第5位。海軍大学校は首席卒業。
横井は、1932年から1936年にドイツ駐在経験がある親独派として知られ、軍令部甲部員在職中は日独伊三国軍事同盟賛成の急先鋒であった。しかし1940年からの2度目の在勤では反ナチスとなり、その意識を隠そうともしなかったため、やがてドイツ側から「好ましからぬ人物（ペルソナ・ノン・グラータ。しかし公式のものではない）」としてドイツ外相ヨアヒム・フォン・リッベントロップから大島浩日本大使を通じ、暗に横井の交代を求めるメッセージが届けられ、横井は駐在武官を交代させられた。後任は小島秀雄。
1941年からは在フィンランド日本公使館府海軍駐在武官となり、その後伊号第八潜水艦に便乗して帰国した。なお親独で知られた大島とは不仲であり、三国同盟軍事委員として在独中の野村直邦とは大喧嘩を演じている。第二次世界大戦の終戦直前に第6特攻戦隊司令官に就任した。

## 年譜
- 1895年（明治28年）3月6日 - 大分県大分郡大分町（現在の大分市）生
- 1912年（大正元年）9月9日 - 海軍兵学校入校
- 1915年（大正4年）12月16日 - 海軍兵学校卒業。任 少尉候補生・1等巡洋艦「磐手」乗組・練習艦隊近海航海出発 佐世保~仁川~旅順~大連~鎮海~舞鶴~鳥羽方面巡航
- 1916年（大正5年）4月3日 - 帰着
  - 4月20日 - 練習艦隊遠洋航海出発 香港~シンガポール~フリーマントル~メルボルン~シドニー~ウェリントン~オークランド~ヤルート~ポナペ~トラック~父島方面巡航 
  - 8月22日 - 帰着
  - 8月25日 - 1等巡洋艦「阿蘇」乗組
  - 9月5日 - 1等巡洋艦「日進」乗組
  - 12月1日 - 任 海軍少尉・戦艦「薩摩」乗組
- 1917年（大正6年）12月1日 - 戦艦「伊勢」乗組
- 1918年（大正7年）10月1日 - 1等巡洋艦「常磐」乗組 海軍少尉候補生指導官附 
  - 11月21日 - 練習艦隊近海航海出発
  - 12月1日 - 任 海軍中尉
- 1919年（大正8年）2月7日 - 帰着
  - 3月1日 - 練習艦隊遠洋航海出発 呉淞~基隆~馬公~香港~マニラ~シンガポール~フリーマントル~セブ~パラオ~トラック~サイパン方面巡航 
  - 7月26日 - 帰着
  - 8月5日 - 3等駆逐艦「曙(初代)」乗組
  - 12月1日 - 海軍水雷学校普通科学生
- 1920年（大正9年）5月31日- 海軍砲術学校普通科学生
  - 12月1日 - 戦艦「扶桑」分隊長心得
- 1921年（大正10年）12月1日 - 任 海軍大尉・海軍砲術学校高等科第21期学生
- 1922年（大正11年）11月30日 - 海軍砲術学校高等科優等修了
  - 12月1日 - 軽巡洋艦「矢矧」分隊長
- 1923年（大正12年）12月1日 - 1等駆逐艦「峯風」砲術長兼分隊長
- 1924年（大正13年）5月24日 - 1等駆逐艦「矢風」砲術長兼分隊長
  - 12月1日- 海軍砲術学校教官兼校長副官
- 1925年（大正14年）12月1日 - 戦艦「長門」分隊長
- 1926年（大正15年）12月1日 - 海軍大学校甲種第26期入校
- 1927年（昭和2年）12月1日 - 任 海軍少佐
- 1928年（昭和3年）12月6日 - 海軍大学校甲種卒業 卒業時成績順位22名中首席
  - 12月10日 - 軽巡洋艦「名取」砲術長
- 1929年（昭和4年）5月20日 - 第3戦隊司令部参謀
  - 11月30日 - 海軍大学校教官
- 1932年（昭和7年）11月15日 - 在ドイツ日本大使館附海軍駐在武官府補佐官補
  - 12月1日 - 任 海軍中佐
- 1933年（昭和8年）12月6日 - 在ドイツ日本大使館附海軍駐在武官府補佐官
- 1934年（昭和9年）6月1日 - 在ドイツ日本大使館附海軍駐在武官兼海軍省艦政本部造船造兵監督官 兼航空本部造兵監督官
- 1936年（昭和11年）2月1日 - 帰朝
  - 7月3日 - 海軍軍令部出仕
  - 12月1日 - 任 海軍大佐・海軍軍令部第1部員 甲部員・戦争指導班長
- 1937年（昭和12年）11月20日 - 兼 大本営参謀
- 1939年（昭和14年）11月15日 - 水上機母艦「千代田」艦長
- 1940年（昭和15年）8月20日 - 海軍軍令部出仕
  - 9月2日- 在ドイツ日本大使館附海軍駐在武官 兼海軍省艦政本部造船造兵監督長
- 1941年（昭和16年）7月21日 - 兼 在フィンランド日本公使館府海軍駐在武官
- 1942年（昭和17年）11月1日 - 任 海軍少将
- 1943年（昭和18年）8月20日 - 帰朝
  - 12月10日 - ドイツ鷲勲章功労十字星章佩用允許[1]
  - 12月28日 - 海軍軍令部出仕
- 1944年（昭和19年）3月1日 - 横須賀鎮守府参謀長
- 1945年（昭和20年）5月20日 - 田辺海兵団長
  - 6月1日 - 兼 第6特攻戦隊司令官
  - 11月15日 - 予備役編入
- 1947年（昭和22年）11月28日 - 公職追放仮指定[2]
- 1965年（昭和40年）9月10日 - 死去。享年70